# Urugvajsko društvo književnika
Urugvajsko društvo književnika (španjolski: Cámara Uruguaya del Libro) je udruga koja okuplja književnike u Urugvaju s ciljem objavljivanja njihovih djela, održavanja usavršavanja književnika i širenja jezične kulture među građanima. Sjedište Društva nalazi se u glavnom gradu Montevideu.
Osnovano je 1944., kao kulturna institucija koje je, potkraj Drugog svjetskog rata, trebalo pomoći očuvanju urugvajske književnosti i razvijanju književne i čitalačke kulture među građanima. Od samoga osnutka Društvo je član Međunarodnog i Međuameričkog udruženja izdavača
Urugvajsko društvo književnika održalo je 1978. u Montevideu prvi međunarodni sajam knjiga, koji se kasnije proširio i u druge gradove poput Salta,   Rivere, San Joséa, Maldonada, Durazna. Društvo je organizator i Međunarodnog sajma dječje knjige i Montevideškog sajma dječje književnosti.
Društvo svake godine dodjeljuje tri književne nagrade urugvajskim književnicima, izdavačima i osoba istaknutim u razvijanju čitalačke kulture u Urugvaju:
- Nagrada Bartolomé Hidalgo[2][3]
- Premio Libro de Oro
- Premio Legión del Libro

Urugvajsko društvo književnika ima više od 250 aktivnih ubilježenih članova.